# صرر الأوزي
صرر الأوزي بالأنجليزية: (Grate Ozy) ويعد أكلة صرر الأوزي من الأكلات الشعبية والتقليدية في الوطن العربى أكلة صرر الأوزي هي تتكون من عجينة الرقائق الهشة بالمردنة بحيث يكون سميكه ثم تتقطع إلى مربعات، ثم يتقدم بطبق من أطباق الحلوى مثل المهلبية أو الأرز باللبن وغيرهم ويدهن الطبق بالفرشاة بالزيت ثم توضع طبقة من رقائق العجينة الهشة المقطعة إلى مربعات متساوية ومناسبة لحجم الطبق كما يمكن استخدام أوراق الجلاش.

## مكونات تحضير صرر الأوزي
- لفة رقاق الهشه أولفة من الجلاش
- 3 كوب أرز
- نصف كيلو لحمة ضانى مقطعة مكعبات
- كوب بسلة ونصف كوب جزر حسب الرغبة
- بصلة
- توابل متنوعة "ملعقة فلفل أسود، ملعقة حبهان مطحون، بشرة جوزة الطيب، ربع ملعقة صغيرة قرفة، 3 فصوص فرنفل، 3 ورقات لورى"
- زيت لدهان الصينية
- ملح حسب الرغبة
- مكسرات لوز مقشر وصنوبر حسب الرغبة